# Hendschiken
Hendschiken és un municipi del cantó d'Argòvia (Suïssa), situat al districte de Lenzburg. El 2023 tenia 1.351 habitants.